# Bestla (mjesec)
Bestla (također Saturn XXXIX) je prirodni satelit planeta Saturn. Vanjski nepravilni satelit iz Nordijske grupe s oko 7 kilometara u promjeru i orbitalnim periodom od 1088 dana. Ovaj je satelit dobio ime po majci boga Odina iz nordijske religije.